# Zsuzsanna Klima
Zsuzsanna Klima est une karatéka hongroise connue pour avoir remporté le titre de vice-championne du monde en kumite individuel féminin plus de 60 kilos aux championnats du monde de karaté 2002 à Madrid, en Espagne.

## Résultats
| Résultat | Date             | Épreuve                   | Catégorie | Compétition                | Ville hôte            |
| -------- | ---------------- | ------------------------- | --------- | -------------------------- | --------------------- |
| [ 1 ]    | 21 novembre 2002 | Kumite individuel + 60 kg | Seniors   | Championnats du monde 2002 | Madrid, en Espagne    |
| [ 2 ]    | 18 novembre 2004 | Kumite individuel + 60 kg | Seniors   | Championnats du monde 2004 | Monterrey, au Mexique |
| [ 2 ]    | 18 novembre 2004 | Kumite individuel open    | Seniors   | Championnats du monde 2004 | Monterrey, au Mexique |